# Армгард фон Ритберг
Армгард фон Ритберг (на немски: Armgard von Rietberg; Irmgard, Ermengard; † 13 юли 1584) е от 1565 до 1584 г. графиня на Ритберг и чрез женитби графиня на Хоя (1568 – 1575) и на Липе (1578 – 1584).

## Произход
Тя е голямата дъщеря на граф Йохан II фон Ритберг (1523 – 1562) и съпругата му Агнес фон Ритберг, род. фон Бентхайм-Щайнфурт (1531 – 1589), дъщеря на граф Арнолд II фон Бентхайм-Щайнфурт (1497 – 1553) и съпругата му Валбурга фон Бредероде-Нойенар (1512 – 1567) и сестра на Ебервин III фон Бентхайм-Щайнфурт. При подялба на наследството на 27 септември 1576 г. Армгард получава Графство Ритберг, нейната сестра Валбурга получава Харлингерланд.
Армгард умира бездетна на 13 юли 1584 г. След нейната смърт графството Ритберг попада на сестра ѝ Валбурга.

## Бракове
Първи брак: на 3 януари 1568 г. с граф Ерих V фон Хоя (1535 – 1575). Нейната майка Агнес се омъжва през 1568 г. за неговия брат Ото.
Втори брак: на 26 юни 1578 г. с граф Симон VI фон Липе (1554 – 1613).